# اسلام‌آباد (دشتاب)
اسلام‌آباد نام یکی از روستاهای مهم بخش خبر در شهرستان بافت در استان کرمان است. 

## پیشینه و ویژگی های کلی
پیش از انقلاب اسلامی در منابع رسمی شاه آباد نامیده می شد. 
این منطقه به دلیل وجود خاک حاصلخیز و قنوات متعدد از دیرباز دارای کشتزارهای وسیع گندم بوده است. 
قلعه ها مساجد و تپه های باستانی متعدد در این ناحیه حکایت از شهری پر رونق در گذشته دارد. 
هنوز هیچ مطالعه علمی باستان شناسی در این منطقه انجام نشده اما با توجه به شکل و نقشه دیوار های قلعه ها می‌توان قدمتی حداقل معادل دوره ساسانی برای آنها قائل شد. 
مسجد جامع شاه آباد و قلعه ی زهرا خانم از معدود آثار باقی مانده از دوران گذشته هستند. 
قنات دولت آباد که طولانی ترین قنات شهرستان بافت است نیز در این روستا واقع است. 

جمعیت این روستا بر اساس سرشماری سال نود و پنج ۱٬۱۰۶ نفر است و از نواحی مهم کشاورزی شهرستان بافت به شمار می رود. فاصله این روستا تا شهر بافت نزدیک به ۴۲ کیلومتر است و در جنوب غربی شهرستان بافت قرار گرفته‌است. این روستا در حاشیه یک از بزرگ‌ترین پارک‌های ملی ایران یعنی پارک ملی خبر قرار گرفته‌است.

## موقعیت اقلیمی
آب وهوای روستای اسلام‌آباد معتدل و خشک است و تابستان‌های نسبتاً معتدل و زمستان‌های بسیار سردی دارد. بارش‌ها در فصل زمستان به صورت برف و باران است و در سایر فصول رگبار باران می‌باشد. این روستا به دلیل ارتفاع بالای خود که ۲٬۰۵۶ متر از سطح دریاست، از نواحی مهم اقلیمی و آب و هوایی شهرستان بافت و استان کرمان محسوب می‌شود. از مهمترین ارتفاعات مجاور روستای اسلام‌آباد می‌توان به کوه خبر با ارتفاع ۳٬۸۵۱ متر اشاره کرد.

شکوفه درختان میوه در بهار بافت-دشتاب

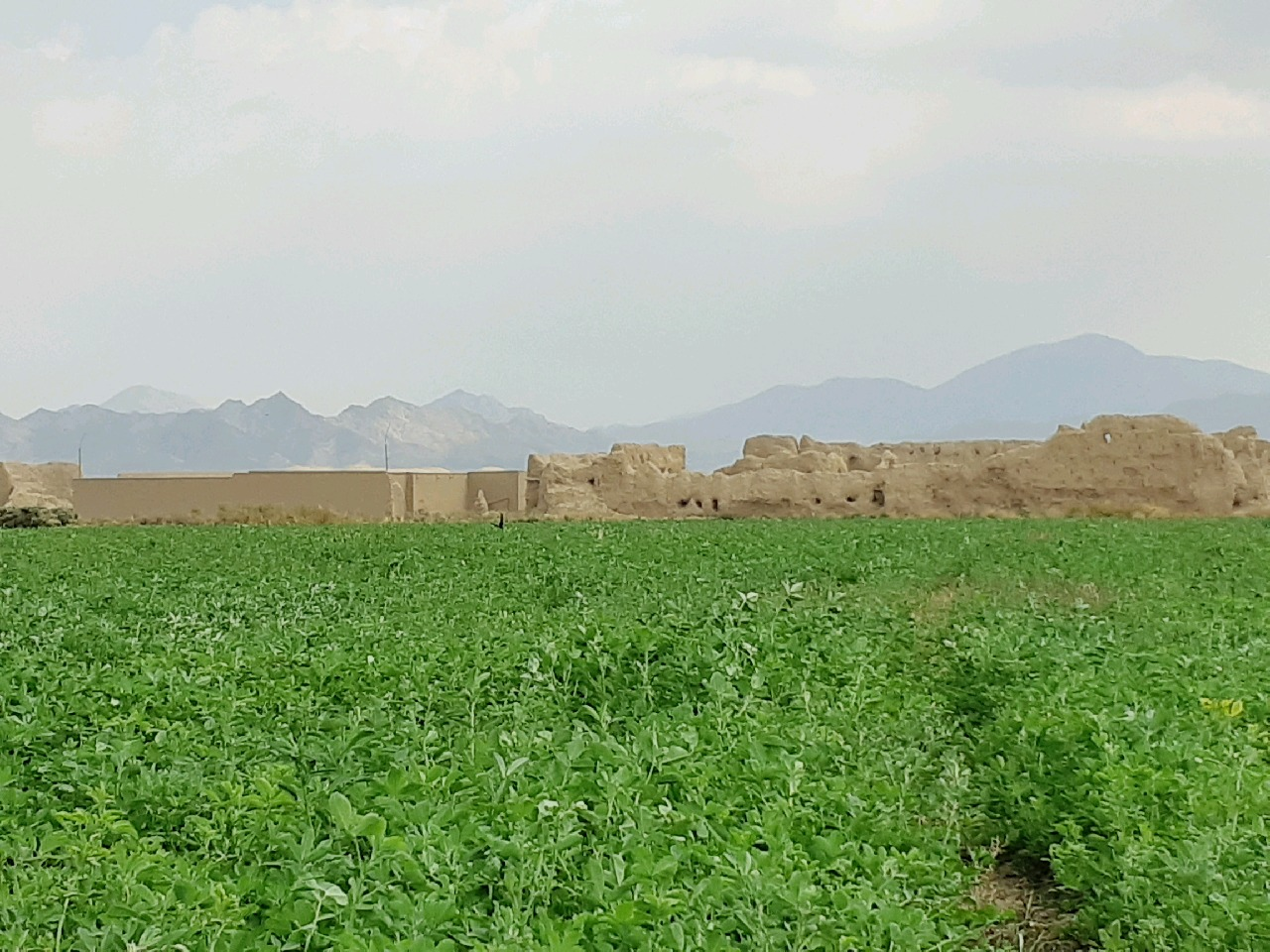
قلعه تاریخی دشتاب

کوه خبر شهرستان بافت از سمت اسلام آباد (دشتاب)

## موقعیت اجتماعی و انسانی
مردم روستای اسلام‌آباد بیشتر به شغل کشاورزی و دامپروری اشتغال دارند. عده‌ای نیز در مشاغل دولتی و در شهر بافت مشغول به کارند. مردم این روستا به اعتقادات مذهبی خود وفادارند.

## مناطق دیدنی تاریخی و طبیعی

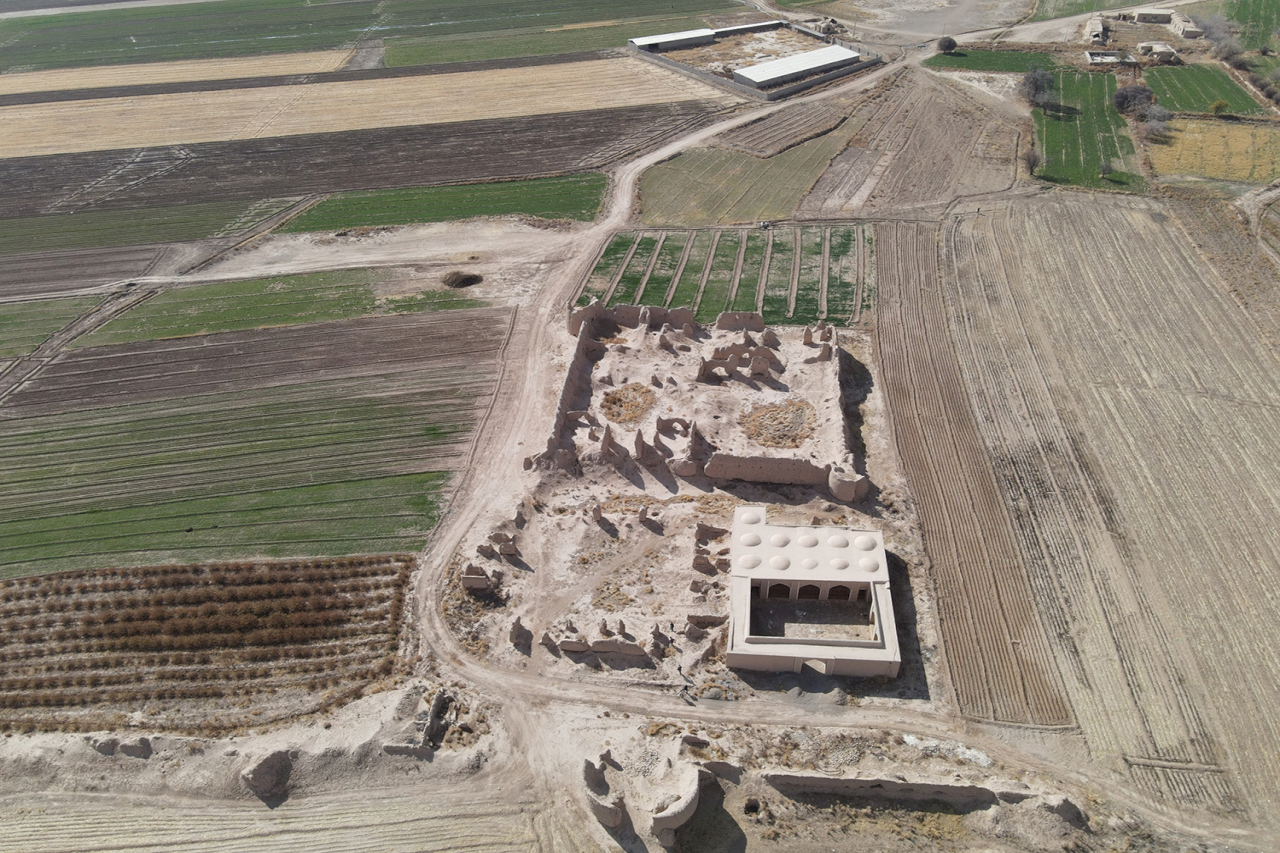
قلعه تاریخی زهرا خانم دشتاب

- قلعه زهرا خانم: مهمترین اثر دیدنی روستای اسلام‌آباد قلعه تاریخی این روستا به نام قلعه زهرا خانم می‌باشد که قدمتی حدود۴۰۰سال دارد. به تازگی از سوی میراث فرهنگی استان کرمان بازسازی این مجموعه فرهنگی و تاریخی در دستور کار قرار گرفته‌است.[۲]
- محوطه‌ای تاریخی در این روستا وجود دارد که بقایای روستای قدیم است که در این منطقه مشاهده می‌شود.
- حاشیه پارک ملی خبر در محدوده منطقه اسلام‌آباد دشتاب قرار دارد. در اطراف این پارک ملی باغ‌هایی از میوه قرار دارد و باعث زیبایی این منطقه شده‌است.

## ویژگی‌های ساختاری و ساختمانی
خانه‌ها و منازل در روستای اسلام‌آباد (شاه آباد) به دو صورت خشتی و شیروانی و نیز منازل جدیدساز و امروزی وجود دارد. تمایل به ساخت خانه‌های جدید و امروزی در این روستا بیشتر شده‌است و خانه‌های قدیمی که خشتی و گنبدی بوده‌اند با خانه‌های جدید جایگزین می‌شوند. با اینکه این روستا از آب و هوای نسبتاً خوبی برخوردار است اما با این حال در گذشته به رسم خانه‌های استان کرمان مردم منازل خود را به صورت گنبدی می‌ساخته‌اند.

## کشاورزی
محصولات اصلی روستای اسلام‌آباد (شاه آباد) بیشتر بادام، پیاز، خیارسبز است که از کیفیت بالایی نیز برخورداند. علاوه بر این میوه جات هم مانند زردآلو، هلو و سیب نیز در این روستا یافت می‌شود. پسته کاری نیز در این روستا رایج است.